# Denis Vairasse d'Allais
Denis Vairasse d'Allais (1630? – 1672), o también Vairas d'Alais, es un escritor francés cuya obra más conocida fue la utopía Historia de los sevarambas, publicada en 1677.

## Historia de los sevarambas

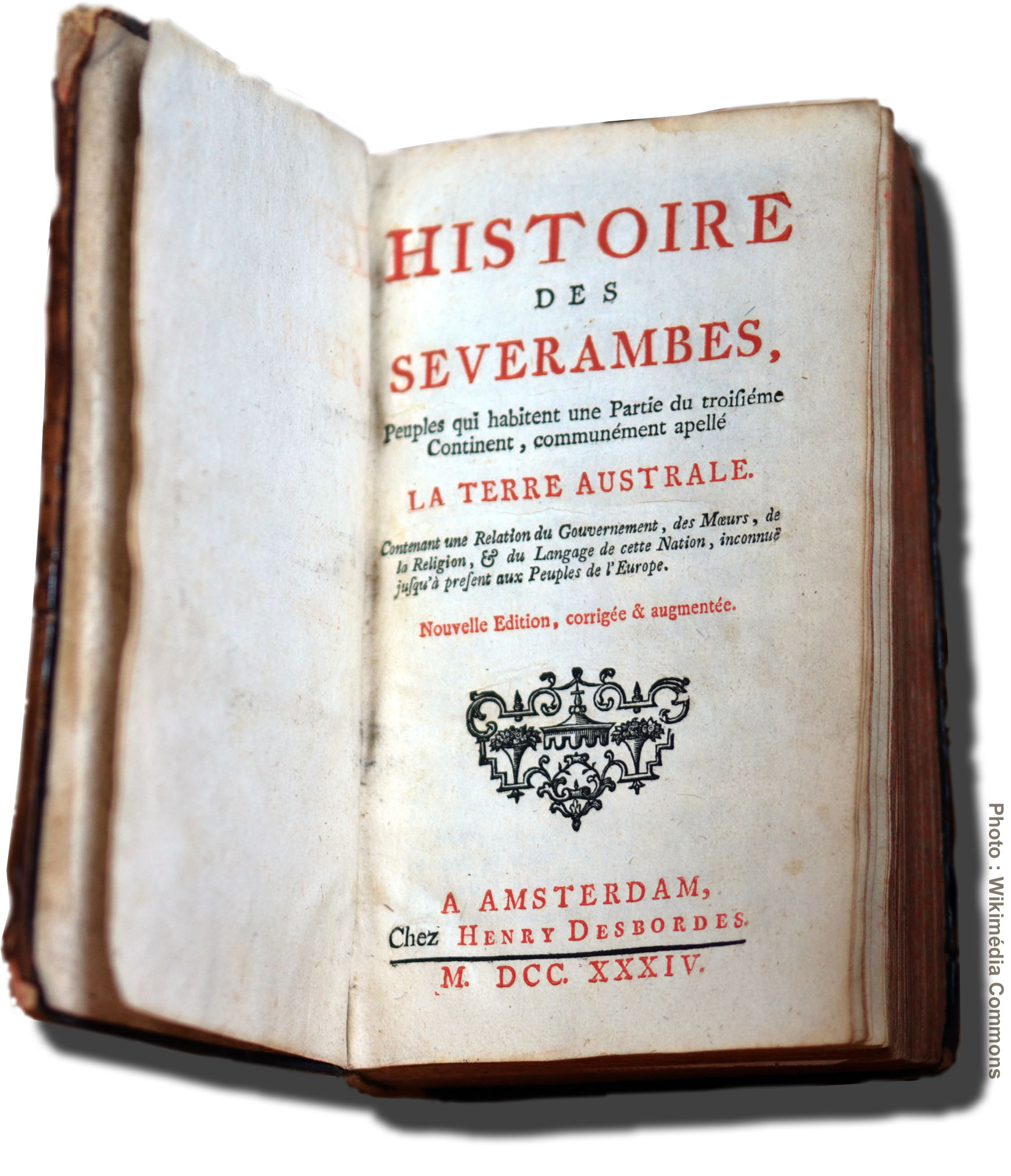
Portada de la Historia de los sevarambas, en una edición de 1734 publicada en Ámsterdam.

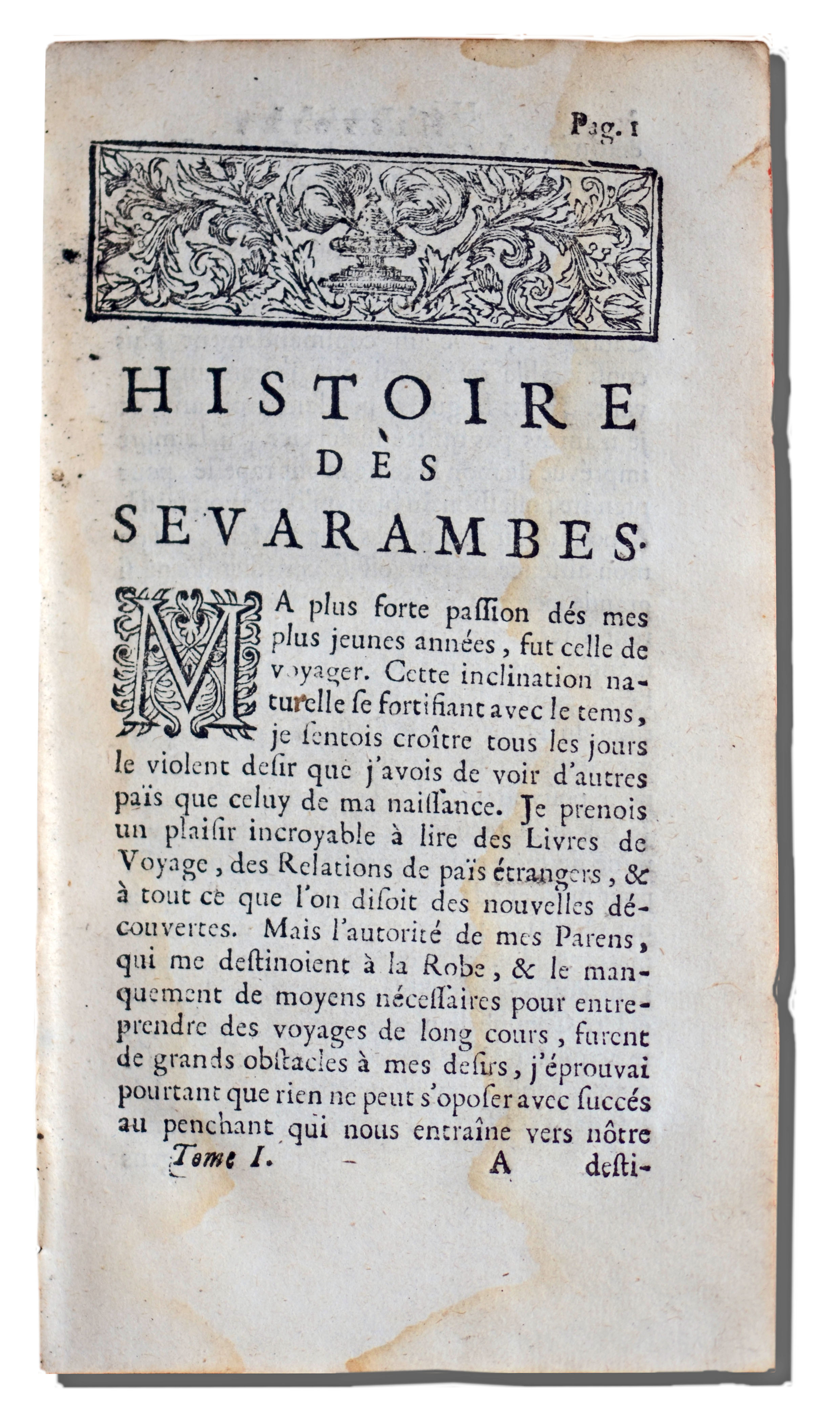
Primera página de la Historia de los sevarambas (Ámsterdam, 1734)

La acción se desarrolla durante un viaje imaginario. Un navegante holandés naufraga y recala en una tierra habitada por un pueblo desconocido, los sevarambas, cuyo «gobierno es uno de los modelos más perfectos que hayamos visto». Los sevarambas están regidos por el rey Sevarias cuya política se basa en la idea de que «la desgracia en la sociedad nace de tres grandes fuentes: el orgullo, la avaricia y la ociosidad». En consecuencia abole la nobleza y, además, «como las riquezas y la propiedad de bienes introducen grandes diferencias en la sociedad civil, de las que nacen la avaricia, la envidia, las extorsiones y una infinidad de males, anula la propiedad privada de bienes y pone a disposición absoluta del Estado todas las tierras y riquezas de la naturaleza, y los súbditos no podrán sacar nada que no les dé el magistrado». Sevarias también ha implantado la división del día en tres partes de ocho horas, «la primera destinada al trabajo, la segunda al placer y la tercera al descanso», y ha hecho jurar a su pueblo que «no consentirá que la propiedad de bienes caiga, bajo ningún concepto, en manos individuales y que será conservada a la entera disposición y posesión del Estado».
Los sevarambas forman grupos de unas mil personas que viven juntas en grandes edificios cuadrados llamados osmasias, disponiendo de almacenes comunes controlados por el Estado.
Según Albert Soboul, la obra constituye «el prototipo de las utopías del siglo XVIII. Expone el problema de la propiedad, pero su crítica es esencialmente de orden moral; en esta sociedad comunista la organización de la producción y de la distribución está esbozada muy vagamente. Éste es otro de los rasgos que caracteriza la utopía moralizante».